# Piano di Marco
Piano di Marco este o arie protejată (arie specială de conservare — SAC, sit de importanță comunitară — SCI) din Italia întinsă pe o suprafață de 263 ha, integral pe uscat.

## Localizare
Centrul sitului Piano di Marco este situat la coordonatele 39°41′48″N 16°00′41″E / 39.696667°N 16.011389°E.

## Înființare
Situl Piano di Marco a fost declarat sit de importanță comunitară în septembrie 1995 pentru a proteja 1 specie de plante și 5 specii de animale. Situl a fost protejat și ca arie specială de conservare în iunie 2017.

## Biodiversitate
Situată în ecoregiunea mediteraneană, aria protejată conține 3 habitate naturale: Pajiști uscate seminaturale și facies de acoperire cu tufișuri pe substraturi calcaroase (Festuco-Brometalia) (* situri importante pentru orhidee), Păduri de Quercus ilex și Quercus rotundifolia, Păduri panonice-balcanice de stejar turcesc - stejar sesil.
La baza desemnării sitului se află mai multe specii protejate:
- plante (1): Himantoglossum adriaticum
- amfibieni (2): Bombina pachypus, Salamandrina terdigitata
- mamifere (1): lupul (Canis lupus)
- nevertebrate (2): Osmoderma italicum, Rosalia alpina

Pe lângă speciile protejate, pe teritoriul sitului au mai fost identificate 1 specie de plante, 2 specii de amfibieni, 2 specii de mamifere, 2 specii de nevertebrate, 2 specii de reptile.